# Variaciones Walsh
Variaciones Walsh fue una serie de televisión dramática policíaca argentina emitida por la TV Pública, basada en doce relatos policiales de Rodolfo Walsh, que fueron adaptados por Alejandro Maci y Esther Feldman. Está protagonizada por Nicolás Cabré, Luis Luque y Darío Grandinetti. Fue estrenada el 8 de octubre de 2015 y está compuesta de 13 episodios.

## Sinopsis
En cada episodio, que se desarrollan independientemente uno del otro, los comisarios Jiménez (Luis Luque) y Laurenzi (Darío Grandinetti) deberán resolver diferentes casos policiales que se les presentarán y resultarán un desafío para ellos, por lo cual, recibirán la ayuda del editor literario Daniel Hernández (Nicolás Cabré) quien está en busca de escribir un libro sobre crímenes.

## Elenco

### Principal
- Nicolás Cabré como Daniel Hernández
- Luis Luque como Comisario Mariano Jiménez
- Darío Grandinetti como Comisario Laurenzi

### Participaciones
Episodio 1
- Soledad Villamil como Alberta
- Gonzalo Heredia como Agustín Morel
- Martín Pavlovsky como Raimundo Morel
- Gabo Correa como Anselmo

Episodio 2
- Mercedes Scápola como Angélica Lerner
- Juan Grandinetti como Marcos González
- Marcelo Subiotto como Gregorio
- Santiago Pedrero como Eduardo

Episodio 3
- Sofía Castiglione como Mercedes Funes
- Marcelo D'Andrea como Ricardo Funes Padre
- Valeria Lois como Rosario Funes
- Patricio Aramburu como Ricardo Funes Hijo

Episodio 4
- Jorge Suárez como el Juez Reynal
- Julián Calviño como "El Alcagüete" Luzati
- Luisana Lopilato como Alicia Reynal

Episodio 5
- Jorge Marrale como Mayer
- Andrea Garrote como Isabel
- Javier Niklison como Vega

Episodio 6
- Mauricio Dayub como Duilio Peruzzi
- Paula Marull como Carla de Velde
- Fabián Arenillas como Rómulo Giardino
- Ull Galindez como Otto Hanke / Hans Valdung

Episodio 7
- Martín Slipak como Isaías Bloom
- Alejandra Radano como Alcira
- Limbert Ticona como Olmedo
- Ariel Staltari como Valentín

Episodio 8
- Sergio Surraco como Iglesias
- Rita Pauls como Julia
- Emilio Bardi como Antonio
- Ana María Castel como la Abuela de Laurenzi

Episodio 9
- Pasta Dioguardi como Rusi
- Susana Pampín como Mamá de León
- Valentina Bassi como Viviana

Episodio 10
- Héctor Díaz como Doctor Anselmi
- Salo Pasik como Santos Acosta
- Héctor da Rosa como Pablo Robledo
- Willy Prociuk como Patricio Miller

Episodio 11
- Mario Alarcón como Julián
- Max Berliner como Empleado del boliche
- Javier Drolas como Carrizo
- Carlos Cano como Bartolo
- Ignacio Giménez como Marito
- Cecilia García Moreno como Laura

Episodio 12
- Cristina Banegas como María Elena
- Lidia Catalano como Carmela
- Esteban Meloni como Santos
- Ignacio Rogers como "El Flaco"

Episodio 13
- Diego Velázquez como Rodolfo Walsh
- Marina Glezer como Lilia Ferreyra

## Episodios
| N.º | Título                                   | Dirigido por   | Escrito por                     | Fecha de emisión original | Audiencia (millones) |
| --- | ---------------------------------------- | -------------- | ------------------------------- | ------------------------- | -------------------- |
| 1   | «La aventura de las pruebas de imprenta» | Alejandro Maci | Esther Feldman y Alejandro Maci | 8 de octubre de 2015      | 6.6                  |
| 2   | «La sombra de un pájaro»                 | Alejandro Maci | Esther Feldman y Alejandro Maci | 10 de octubre de 2015     | 1.4                  |
| 3   | «La trampa»                              | Alejandro Maci | Esther Feldman y Alejandro Maci | 22 de octubre de 2015     | 1.8                  |
| 4   | «En defensa propia»                      | Alejandro Maci | Esther Feldman y Alejandro Maci | 29 de octubre de 2015     | 2.1                  |
| 5   | «Cosa juzgada»                           | Alejandro Maci | Esther Feldman y Alejandro Maci | 5 de noviembre de 2015    | 2.0                  |
| 6   | «Variaciones en rojo»                    | Alejandro Maci | Esther Feldman y Alejandro Maci | 12 de noviembre de 2015   | 2.0                  |
| 7   | «Las tres noches de Isaías Bloom»        | Alejandro Maci | Esther Feldman y Alejandro Maci | 19 de noviembre de 2015   | 2.7                  |
| 8   | «Trasposición de jugadas»                | Alejandro Maci | Esther Feldman y Alejandro Maci | 26 de noviembre de 2015   | 3.5                  |
| 9   | «Nota al pie»                            | Alejandro Maci | Esther Feldman y Alejandro Maci | 3 de diciembre de 2015    | 1.4                  |
| 10  | «Zugzwang»                               | Alejandro Maci | Esther Feldman y Alejandro Maci | 10 de diciembre de 2015   | 1.2                  |
| 11  | «Los dos montones de tierra»             | Alejandro Maci | Esther Feldman y Alejandro Maci | 17 de diciembre de 2015   | 1.6                  |
| 12  | «La máquina del bien y del mal»          | Alejandro Maci | Esther Feldman y Alejandro Maci | 23 de diciembre de 2015   | 2.6                  |
| 13  | «La carta»                               | Alejandro Maci | Esther Feldman y Alejandro Maci | 30 de diciembre de 2015   | 0.7                  |

## Premios y nominaciones
| Lista de premios y nominaciones | Lista de premios y nominaciones         | Lista de premios y nominaciones | Lista de premios y nominaciones | Lista de premios y nominaciones | Lista de premios y nominaciones | Lista de premios y nominaciones |
| Año                             | Organización                            | Categoría                       | Nominado/a (s)                  | Resultado                       | Ref(s)                          |                                 |
| ------------------------------- | --------------------------------------- | ------------------------------- | ------------------------------- | ------------------------------- | ------------------------------- | ------------------------------- |
| 2015                            | Premios Tato                            | Mejor Ficción Unitario          | Varaciones Walsh                | Nominado                        | [ 17 ]                          |                                 |
| 2015                            | Premios Tato                            | Revelación                      | Rita Pauls                      | Nominada                        | [ 17 ]                          |                                 |
| 2016                            | Premios Nuevas Miradas en la Televisión | Mejor Actor                     | Nicolás Cabré                   | Nominado                        | [ 18 ] [ 19 ]                   |                                 |
| 2016                            | Premios Nuevas Miradas en la Televisión | Mejor Actriz                    | Soledad Villamil                | Nominada                        | [ 18 ] [ 19 ]                   |                                 |
| 2016                            | Premios Nuevas Miradas en la Televisión | Mejor Guion                     | Esther Feldman y Alejandro Maci | Ganadores                       | [ 18 ] [ 19 ]                   |                                 |
| 2016                            | Premios Nuevas Miradas en la Televisión | Mejor Equipo de Producción      | Productores                     | Nominados                       | [ 18 ] [ 19 ]                   |                                 |
| 2016                            | Premios Nuevas Miradas en la Televisión | Mejor Director de Arte          | Tomás Garrahan                  | Ganador                         | [ 18 ] [ 19 ]                   |                                 |
| 2016                            | Premios Martín Fierro                   | Mejor Unitario y/o Miniserie    | Variaciones Walsh               | Nominado                        | [ 20 ]                          |                                 |
| 2016                            | Premios Martín Fierro                   | Mejor Cortina Musical           | «Walsh Jazz» – Mariano Loiácono | Nominado                        | [ 20 ]                          |                                 |
| 2016                            | Premios Fund TV                         | Mejor Ficción                   | Varaciones Walsh                | Ganador                         | [ 21 ]                          |                                 |